# Fungus Rock
Fungus Rock, maltesisch auch Il-Ġebla tal-Ġeneral oder Ħaġret il-Ġeneral (deutsch „Fels des Generals“), ist eine kleine, der Insel Gozo (Republik Malta) im Westen vorgelagerte, die Dwejra Bay teilweise abschließende Insel in Form eines großen, etwa 65 Meter hohen Kalksteinblocks. Sie ist unbewohnt und gehört zur Gemeinde San Lawrenz.

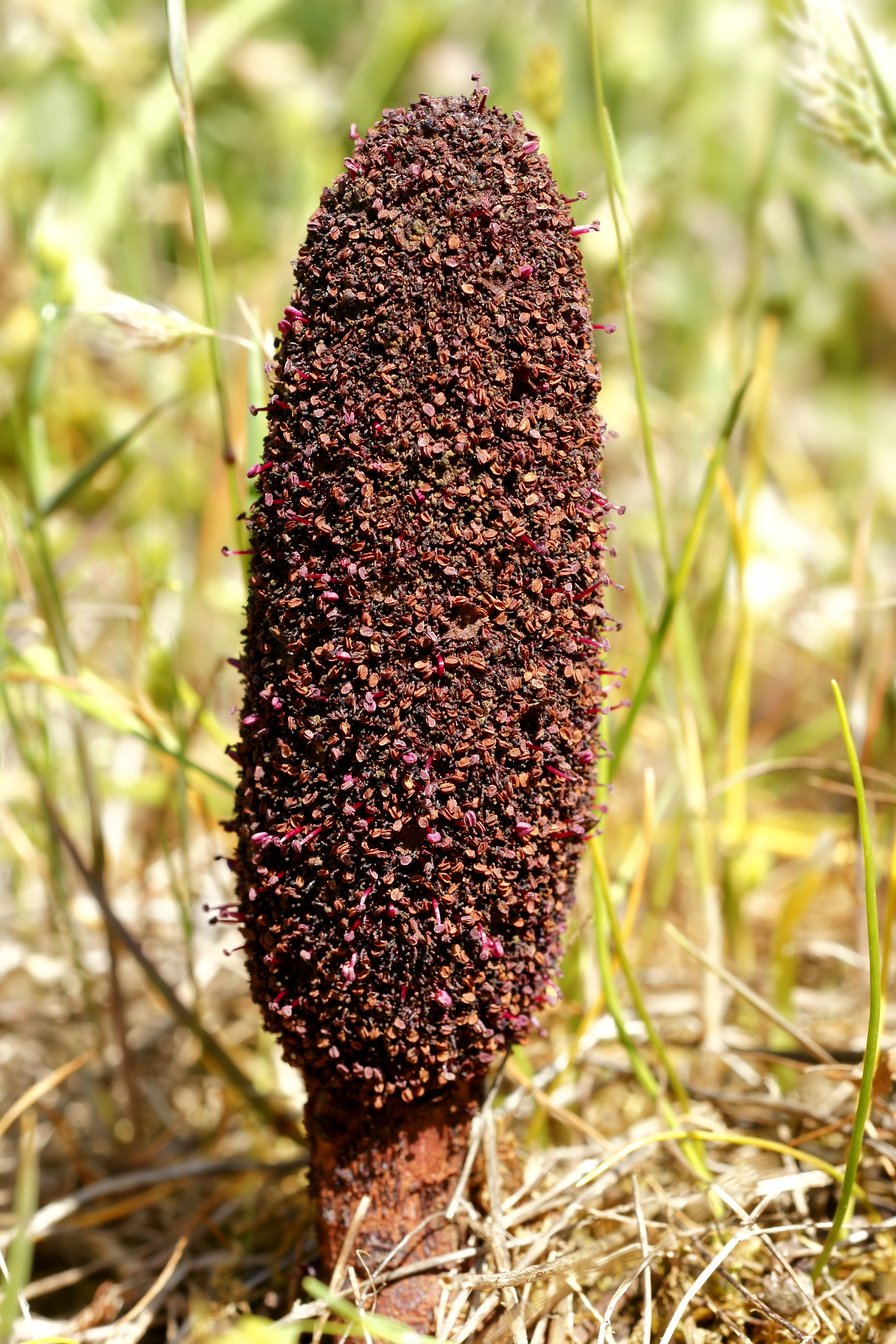
Malteserschwamm (Cynomorium coccineum)

Der maltesische Name geht auf einen Geschwaderführer des Malteserordens zurück, der auf der Insel den damals als Heilpflanze geltenden Malteserschwamm (Cynomorium coccineum) entdeckte. Da die chlorophyllfreie, parasitisch lebende Pflanze zunächst als Pilz angesehen wurde, kam die Insel zu ihrer englischen Bezeichnung „Fungus Rock“ (deutsch „Pilzfelsen“). Fungus Rock beherbergt das einzige Vorkommen Maltas dieser seltenen Pflanze (die daneben an einigen anderen Standorten im Mittelmeerraum vorkommt).
Zum einfacheren Transport des Malteserschwamms ließ Großmeister Pinto eine Art von Seilbahn über die etwa 50 Meter breite Wasserstrecke errichten. Der Malteserorden setzte die Pflanze unter anderem zur Blutstillung ein und verkaufte Extrakte auch als Aphrodisiakum an europäische Fürstenhäuser. Die Entnahme des Malteserschwamms durch Dritte war streng untersagt und ein im 17. Jahrhundert ursprünglich zum Schutz vor türkischen Seeräubern errichteter Wachturm in der Dwejra Bay, der Dwejra Tower, wurde im 18. Jahrhundert zur entsprechenden Überwachung der Insel umgewidmet.
1992 wurde die Insel zum Naturschutzgebiet erklärt und darf nur zu Lehr- bzw. wissenschaftlichen Zwecken erstiegen werden. In unmittelbarer Nähe befinden sich die bekannten Touristenattraktionen Blue Hole und Inland Sea sowie das im März 2017 eingestürzte Azure Window.